# Itame triconjuncta
Itame triconjuncta là một loài bướm đêm trong họ Geometridae.